# تحقيق (مسلسل)
تحقيق هو مسلسل جريمة مصري من إخراج محمد فتحي وبطولة أحمد مالك، طارق عبد العزيز، خالد أنور، مي الغيطي، تارا عماد، علي قاسم، زينب غريب وهدى المفتي. يتكون المسلسل من 12 حلقة وصدر على منصة واتش ات.

## نبذه
دور أحداث المسلسل حول رواية تحقيق. تستفز الرواية خمسة أشخاص مختلفين لارتكاب جرائم من أجل تحقيق توازن عادل في حياتهم، على القارئ أن يبدأ التحقيق في الرواية لمنع وقوع هذه الجرائم الخمس. يبدأ بطلنا الرئيسي «هشام خيري» في قراءة الرواية ومحاولة فك رموزها وأسرارها، في رحلة مليئة بالمغامرات والمفاجآت. يبدأ هشام تحقيقه ويزور الأماكن والشخصيات لحل اللغز حتى يصل إلى مرحلة متقدمة من التحقيق تضعه في تحدي مع كاتب الرواية.